# 즐겁게 찬양하면서
즐겁게 찬양하면서는 CBS 표준FM에서 매주 일요일에 방송했던 찬양 음악 전문 라디오 프로그램이다.
2007년 1월 7일에 첫방송을 시작해 역대로 시간대와 DJ가 변경되어 방송됐으나 2015년 9월 13일 방송을 마지막으로 8년만에 폐지되었다.

## 역대 방송시간
| 방송 채널  | 방송 기간                         | 방송 시간                         |
| ---------- | --------------------------------- | --------------------------------- |
| CBS 표준FM | 2007년 1월 7일 ~ 2008년 5월 11일  | 매주 일요일 오후 2:05 ~ 오후 4:00 |
| CBS 표준FM | 2008년 5월 18일 ~ 2010년 5월 9일  | 매주 일요일 오후 2:05 ~ 오후 5:00 |
| CBS 표준FM | 2010년 5월 16일 ~ 2015년 9월 13일 | 매주 일요일 오후 3:05 ~ 오후 5:00 |

## 역대 DJ
- 2007년 1월 7일 ~ 2012년 5월 20일 : CCM가수 안성진
- 2012년 5월 27일 ~ 2013년 4월 28일 : CBS 김은영 아나운서
- 2013년 5월 5일 ~ 2015년 9월 13일 : 고양 로뎀교회 김병오 목사

## 설교
- 동문교회 손세용 목사